# Nathalie Emmanuel
Nathalie Emmanuel, född 2 mars 1989 i Essex, är en brittisk skådespelare.
Emmanuel har bland annat medverkat i TV-serierna Hollyoaks 2006–2010, Game of Thrones 2013–2019, Die Hart 2020–2023 samt filmerna Fast & Furious 9 från 2021 och Die Hart från 2023. Hon medverkar även i filmen Fast X från 2023.

## Filmografi (i urval)
- 2006–2010 – Hollyoaks (TV-serie)
- 2013–2019 – Game of Thrones (TV-serie)
- 2018 – Sorceress (kortfilm)
- 2020–2023 – Die Hart (TV-serie)
- 2021 – Fast & Furious 9
- 2022 – The Invitation
- 2023 – Die Hart
- 2023 – Fast X
- 2024 – Arthur the King
- 2024 – Megalopolis
- 2025 – Fast X: Part 2